# غرمة (جفال)
غرمة (بالفارسية: گرمه) هي منطقة سكنية تقع في إيران في قسم جفال الريفي. يقدر عدد سكانها بـ 264 نسمة بحسب إحصاء 2016.